# Dasychira lipara
Dasychira lipara är en fjärilsart som beskrevs av Collenette 1960. Dasychira lipara ingår i släktet Dasychira och familjen tofsspinnare. Inga underarter finns listade i Catalogue of Life.